# Juan de Salmerón

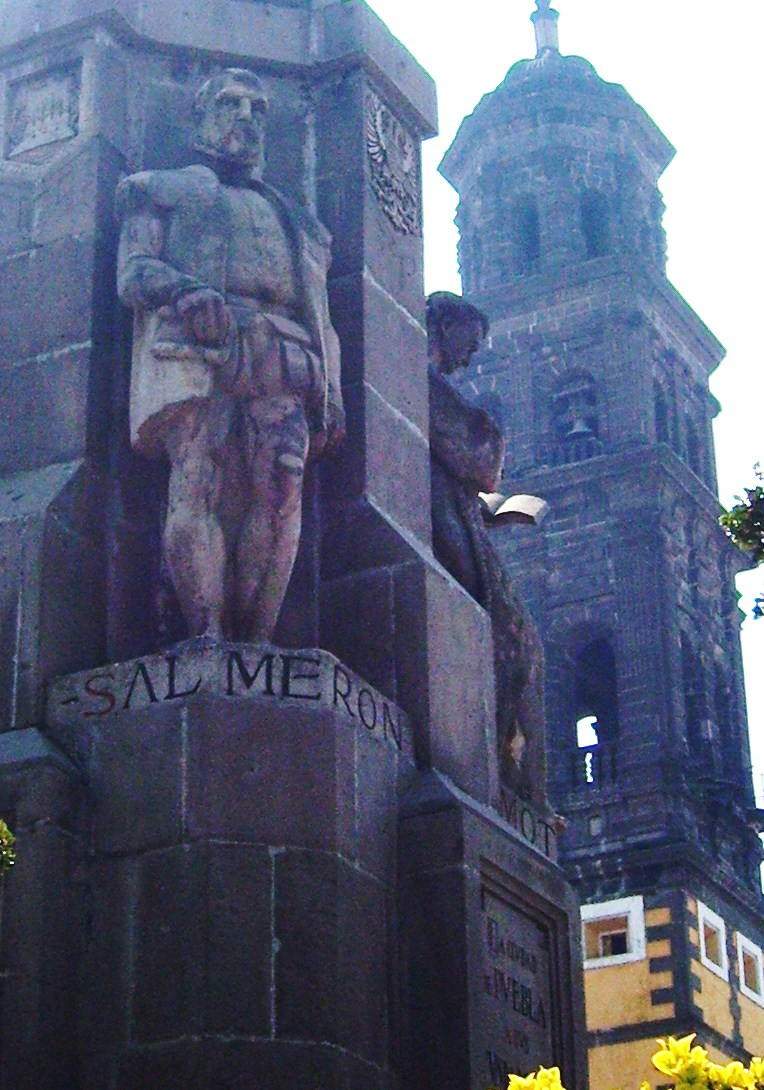
Salmerón representado en el monumento a los fundadores de Puebla.

Juan de Salmerón fue oidor de la Segunda Audiencia, que gobernó el virreinato de la Nueva España de 23 de diciembre de 1530 hasta el 14 de noviembre de 1535, fecha que en la que Antonio de Mendoza fue nombrado primer Virrey del virreinato de la Nueva España. Figura junto a fray Toribio de Benavente y al obispo Julian Garcés el gran promotor y realizador de la obra fundacional de Puebla, uno de los primeros establecimientos europeos en el Nuevo Mundo.

## Biografía
Antes de llegar al Nuevo Mundo, Salmerón obtuvo el grado de doctor y fue consejero del Emperador Carlos V. Más tarde fue Alcalde de Castilla de Oro, en América Central.
Después del desastre que representó la actuación de la Primera Audiencia en la Ciudad de México, el Emperador Carlos V escogió a cinco distinguidos representantes para reemplazarlos en una Segunda Audiencia. La Segunda Audiencia fue nombrada conforme a cédula real fechada el 12 de enero de 1530. Estaba formada por el obispo Sebastián Ramírez de Fuenleal, Francisco Ceinos, Alonso de Maldonado y Vasco de Quiroga como oidores. Todos eran honestos honorables y competentes.
El obispo Ramírez de Fuenleal se encontraba en Santo Domingo en aquel entonces, mientras los otros miembros de la Audiencia estaban en España. Zarparon de Sevilla el 16 de septiembre de 1530 y arribaron al Puerto de Veracruz a principios de 1531.
Ya en México, la Segunda Audiencia hizo mejoras al camino de Veracruz a México, y en el fundaron el establecimiento español que sería llamado la Puebla de los Ángeles como un lugar de descanso para los viajeros el 16 de abril de 1531. La audiencia importó caballos y ganado de España, trajo la primera imprenta, fundó el Imperial Colegio de Santiago de Tlatelolco, reanudó las exploraciones a nuevos territorios, continuo las obras de la Catedral de México y se prohibió la esclavitud de los indios en 1532. La Segunda Audiencia trajo a juicio a los oidores de la Primera Audiencia Nuño Beltrán de Guzmán, Juan Ortiz de Matienzo y a Diego Delgadillo. Beltrán de Guzmán se encontraba ausente de la capital pero los otros dos oidores corruptos fueron enviados a España como prisioneros.
Cuando fray Ramírez de Fuenleal decidió fundar una ciudad para el descanso de los viajeros entre Veracruz y México, fray Toribio de Benavente y el oidor, licenciado Salmerón fueron comisionados para realizar la obra fundacional. Ellos, junto con un puñado de vecinos y con un gran número de indígenas trabajadores, establecieron la colonia. El mismo Fray Toribio de Benavente declaró que la misa de fundación se había realizado el 16 de abril de 1531.
Salmerón llevó a cabo repartimientos de tierras en el Valle de Atlixco y en la recién fundada colonia. El primer repartimiento se dio el 5 de diciembre de 1532 entre los primeros 34 vecinos. Salmerón hizo la división en la presencia de los jefes indígenas Don Pedro Señor de Huejotzingo, Don Juan, gobernador del mismo lugar, don Pedro Señor de Calpan y Atlixco y muchos otros señores y principales de los mencionados pueblos. Testigos de estos actos fueron fray Jacobo de Testera, del convento de Huejotzingo, el Notario Público Francisco de Orduña y fray Diego de la Cruz de Cholula.
En agosto de 1531, el licenciado Salmerón solicitó privilegios especiales para el asentamiento de Puebla. La Corona española le concedió el nombre de "Puebla de los Ángeles" eximiéndola al mismo tiempo del pago de alcabalas por espacio de treinta años. Estos privilegios fueron concedidos mediante cédula real de fecha 20 de marzo de 1532.